# Alejandro Costoya
Alejandro Costoya Rodríguez, más conocido como Álex Costoya, (Avilés, 6 de mayo de 1993) es un jugador de balonmano español que juega como lateral izquierdo en el Chambéry Savoie Handball y en la selección de balonmano de España con la que debutó en el Torneo Internacional de España, unos días antes del comienzo del Campeonato Mundial de Balonmano Masculino de 2017.
Formado en la escuela del Balonmano Corvera, en Avilés, debutó en Liga Asobal con el Juanfersa Gijón, donde hizo gala de su poderoso lanzamiento y gran capacidad anotadora marcando 157 goles y siendo nombrado mejor jugador joven de la Liga.
Su primer gran campeonato con la selección fue el Campeonato Mundial de Balonmano Masculino de 2017.
En marzo de 2018, el Chambery Savoie Handball, de la máxima categoría francesa, anunció su contratación por dos temporadas.

## Palmarés

### Chambéry Savoie
- Copa de Francia de balonmano (1): 2019

## Clubes
- Juanfersa Gijón (2010 - 2014)
- Helvetia Anaitasuna (2014 - 2016)
- ABANCA Ademar León (2016 - 2018)
- Chambery Savoie (2018 - )